# Koto Katik
Koto Katik is een bestuurslaag in het regentschap Padang Panjang van de provincie West-Sumatra, Indonesië. Koto Katik telt 840 inwoners (volkstelling 2010).